# Arturo Schaerer
Arturo Schaerer Heisecke (Asunción, 7 ottobre 1907 – Asunción, 17 settembre 1979) è stato un giornalista e imprenditore paraguaiano.

## Biografia
Figlio dell'ex presidente paraguaiano Eduardo Schaerer dopo aver completato gli studi all'Università Nazionale di Asunción, affiancò il padre nella redazione della La Tribuna. Successivamente si trasferì a Buenos Aires a lavorare a La Razón. Nel 1941, dopo la morte del padre, assunse la direzione de La Tribuna dalle cui colonne criticò il regime di Higinio Morínigo Martínez, il quale fece più volte sequestrare e chiudere il giornale.
Nel 1953 fu insignito dalla Columbia University del prestigioso premio Maria Moors Cabot. Negli anni seguenti il suo giornale, pur acquisendo notorietà e fama nell'intera America Latina, fu perseguitato dal regime dittatoriale di Alfredo Stroessner. Nonostante le minacce e le intimidazioni, Schaerer continuò a criticare il governo paraguaiano dalle colonne de La Tribuna.
Rimase alla direzione de La Tribuna sino al 15 maggio 1972 quando fu succeduto dal genero Carlos Ruiz Apezteguia.